# リーウ・ウェストラ
リーウ・ウェストラ／リエーヴェ・ヴェストラ（Lieuwe Westra、1982年9月11日 - 2023年1月14日）は、オランダ、モレネント（フリジア語では、ムナイン）出身の元自転車競技（ロードレース）選手。

## 来歴
2006年、クロルストヌと契約。
2009年、ヴァカンソレイユ（のちのヴァカンソレイユ・DCM）に移籍。
- ツール・ド・ピカルディ 総合優勝
- ブエルタ・ア・エスパーニャ 総合87位

2011年
- クラシック・ロワール・アトランティック 優勝
- デ・パンネ3日間 総合2位
- ツール・ド・フランス 総合128位
- ロードレース世界選手権 個人タイムトライアル(ITT) 8位

2012年
- パリ〜ニース
  - 総合2位
  - 区間1勝(第5)
- デ・パンネ3日間 総合2位
- ツール・ド・ベルギー 総合2位
- オランダ選手権・個人タイムトライアル(ITT) 優勝
- ロンドン五輪・ITT 11位
- デンマーク一周 総合優勝

2013年
- オランダ選手権・個人タイムトライアル(ITT) 優勝
- パリ〜ニース 総合8位
- ツアー・オブ・カリフォルニア

2014年､アスタナへ移籍。
2016年引退。

### 死去
2023年1月14日、ウェストラが経営するビジネス施設にて意識が無い状態で発見された。救急搬送され、心肺蘇生を行ったが効かず、死去した。40歳没。訃報はウェストラの伝記を記述している作家のトーマス・シーツマが報告した。ウェストラは鬱病に悩まされていたが、トーマスは死因は自殺の可能性は無いとしている。訃報が報告された後、ウェストラのチームメイトがコメントを出していた。ヴァカンソレイユの元チームメイトであるジョニー・フーガーランドは、「Lieuwe my friend。この数年の間に、あなたに何があったのでしょうか？今日、あなたの人生がもう終わってしまったことは、とても悲しいことです。これ以上力になれず、本当に申し訳ない。チームメイトだったときにあなたがしてくれたことは決して忘れません。」と投稿した。